# Coupe de république démocratique du Congo de basket-ball
La Coupe de République démocratique du Congo de basket-ball appelée Coupe du Congo est une compétition de basket-ball voyant s'affronter les meilleurs clubs de la république démocratique du Congo. Elle réunit les champions en titre, les meilleurs clubs du pays classés premiers et deuxièmes au niveau des championnats locaux et provinciaux et parfois quelques clubs invité. Elle est la seule compétition nationale du pays tenue de manière régulière depuis 1985 par la FEBACO.

## Palmarès
| Édition | Années        | Villes                 | Clubs champions   | Clubs champions  |
| Édition | Années        | Villes                 | Version masculine | Version féminine |
| ------- | ------------- | ---------------------- | ----------------- | ---------------- |
| 1re     | 1982          | Kinshasa et Lubumbashi | Matonge           | BC Tourbillon    |
| 2e      | 1985          | Kinshasa               | Onatra            | BC Tourbillon    |
| 3e      | 1986          | Lubumbashi             | Onatra            | BC Tourbillon    |
| 4e      | 1987          | Kinshasa               | Onatra            | BC Tourbillon    |
| 5e      | 1988          | Lubumbashi             | Mwanga            | Anongo           |
| 6e      | 1989          | Kisangani              | Matonge           | BC Tourbillon    |
| 7e      | 1990          | Kinshasa               | Cité de Jeunes    | Hatari           |
| 8e      | 1991          | Lubumbashi             | Cité de Jeunes    | Hatari           |
| 9e      | 1992          | Kinshasa               | Terreur           | BC Tourbillon    |
| 10e     | 1993          | Lubumbashi             | BC Mazembe        | Vita Club        |
| 11e     | 1994          | Kinshasa               | Onatra            | Vita Club        |
| 12e     | 1995          | Kinshasa               | Onatra            | Vita Club        |
| 13e     | 1996          | Lubumbashi             | Molokaï           | Vita Club        |
| 14e     | 1997          | Lubumbashi             | Onatra            | Vita Club        |
| 15e     | janvier 1999  | Kinshasa               | Onatra            | Vita Club        |
| 16e     | novembre 1999 | Kinshasa               | Onatra            | Hatari           |
| 17e     | 2000          | Matadi                 | Onatra            | BC Arc-en-ciel   |
| 18e     | 2001          | Mbuji Mayi             | Onatra            | Vita Club        |
| 19e     | 2002          | Lubumbashi             | Onatra            | BC Arc-en-ciel   |
| 20e     | 2003          | Kinshasa               | Onatra            | BC Arc-en-ciel   |
| 21e     | 2004          | Kananga                | Onatra            | BC Arc-en-ciel   |
| 22e     | 2005          | Kananga                | Kauka             | Hatari           |
| 23e     | 2006          | Kinshasa               | Onatra            | BC Arc-en-ciel   |
| 24e     | 2007          | Kinshasa               | BC Mazembe        | Radi             |
| 25e     | 2008          | Lubumbashi             | BC Mazembe        | Radi             |
| 26e     | 2009          | Lubumbashi             | BC Mazembe        | BC Arc-en-ciel   |
| 27e     | 2010          | Kinshasa               | BC Mazembe        | BC Arc-en-ciel   |
| 28e     | 2011          | Kinshasa               | BC Mazembe        | BC Arc-en-ciel   |
| 29e     | 2012          | Kinshasa               | SCTP/KIN          | BC Arc-en-ciel   |
| 30e     | 2013          | Kinshasa               | BC Mazembe        | INSS             |
| 31e     | 2014          | Kinshasa               | BC Mazembe        | Radi             |
| 32e     | 2015          | Kinshasa               | SCTP/KIN          | Vita Club        |
| 33e     | 2016          | Kinshasa               | New Generation    | Vita Club        |
| 34e     | 2017          | Kinshasa               | BC Mazembe        | Vita Club        |
| 35e     | 2018          | Kinshasa               | SCTP/KIN          | Vita Club        |
| 36e     | 2019          | Kinshasa               | BC Mazembe        | Makomeno         |
| 37e     | 2020          | Kinshasa               | BC Mazembe        | CNSS             |
| 38e     | 2021          | Kinshasa               | Espoir Fukash     | CNSS             |
| 39e     | 2022          | Lubumbashi et LIkasi   | Vita Club         | CNSS             |
| 40e     | 2023          | Goma et Bukavu         | Virunga           | CNSS             |
| 41e     | 2024          | Kinshasa               | Chaux Sport       | Makomeno         |

| Version masculine             | Version masculine | Version féminine            | Version féminine |
| ----------------------------- | ----------------- | --------------------------- | ---------------- |
| 1 Onatra et SCTP (Kinshasa)   | 17                | 1 Vita Club (Kinshasa)      | 11               |
| 2 BC Mazembe (Lubumbashi)     | 11                | 2 BC Arc-en-ciel (Kinshasa) | 9                |
| 3 Matonge (Kinshasa)          | 2                 | 3 BC Tourbillon (Kinshasa)  | 6                |
| 4 Cité de Jeunes (Lubumbashi) | 2                 | 4 CNSS (Kinshasa)           | 5                |
| 5 Terreur (Kinshasa)          | 1                 | 5 Hatari (Kinshasa)         | 4                |
| 6 Molokaï (Kinshasa)          | 1                 | 6 Radi (Kinshasa)           | 3                |
| 7 Kauka (Kinshasa)            | 1                 | 8 Makomeno (Lubumbashi)     | 2                |
| 8 New Generation (Kinshasa)   | 1                 | 7 Anongo (Kinshasa)         | 1                |
| 9 Espoir Fukash (Kinshasa)    | 1                 |                             |                  |
| 10 Vita Club (Lubumbashi)     | 1                 |                             |                  |
| 11 Virunga (Goma)             | 1                 |                             |                  |
| 12 Chaux Sport (Katana)       |                   |                             |                  |
| Total                         | 41                | Total                       | 41               |